# Форт-Стоктон (Техас)
Форт-Стоктон (англ. Fort Stockton) — місто (англ. city) в США, адміністративний центр округу Пекос штату Техас на південь від Пекоса на 79 км, а від столиці у західній частині штату Техасу — Остіна, на захід на 541 км. Місто розташоване в пустельній місцевості. Населення — 8466 осіб (2020).

## Географія
Форт-Стоктон розташований за координатами 30°53′34″ пн. ш. 102°53′9″ зх. д. / 30.89278° пн. ш. 102.88583° зх. д. (30.892673, -102.885707).  За даними Бюро перепису населення США в 2010 році місто мало площу 12,99 км², уся площа — суходіл. В 2017 році площа становила 13,84 км², уся площа — суходіл.

### Клімат
Клімат в місті — субтропічний пустельний, з сухою прохолодною зимою та сухим жарким літом. Середні температури січня та липня — +8,1 і + 28,5 відповідно. Місто не має всіх виразних пір року.

## Демографія
Згідно з переписом 2010 року, у місті мешкали 8283 особи в 2812 домогосподарствах у складі 2030 родин. Густота населення становила 637 осіб/км².  Було 3115 помешкань (240/км²).
Расовий склад населення:
| - 79,4 % — білих - 2,1 % — чорних або афроамериканців - 0,8 % — азіатів - 0,7 % — корінних американців - 14,8 % — осіб інших рас |

До двох чи більше рас належало 2,2 %. Частка іспаномовних становила 73,7 % від усіх жителів.
За віковим діапазоном населення розподілялося таким чином: 26,2 % — особи молодші 18 років, 60,1 % — особи у віці 18—64 років, 13,7 % — особи у віці 65 років та старші. Медіана віку мешканця становила 34,1 року. На 100 осіб жіночої статі у місті припадало 111,6 чоловіків;  на 100 жінок у віці від 18 років та старших — 114,6 чоловіків також старших 18 років.
Середній дохід на одне домашнє господарство  становив 62 798 доларів США (медіана — 49 868), а середній дохід на одну сім'ю — 74 426 доларів (медіана — 66 103). Медіана доходів становила 46 278 доларів для чоловіків та 26 392 долари для жінок. За межею бідності перебувало 10,3 % осіб, у тому числі 13,4 % дітей у віці до 18 років та 18,4 % осіб у віці 65 років та старших.
Цивільне працевлаштоване населення становило 3578 осіб. Основні галузі зайнятості: роздрібна торгівля — 17,4 %, сільське господарство, лісництво, риболовля — 14,5 %, освіта, охорона здоров'я та соціальна допомога — 12,5 %, публічна адміністрація — 10,7 %.